# Up All Night (serie de televisión)
Up All Night (Noches sin descanso en Hispanoamérica y Sin Pegar Ojo en España) es una serie de televisión cómica estadounidense creada por Emily Spivey. Su reparto está encabezado por Christina Applegate, Will Arnett y Maya Rudolph. En su país de origen se estrenó en la NBC el 14 de septiembre de 2011. Tras una primera temporada de 24 episodios la serie fue renovada por una segunda temporada.
En España se estrena el 23 de septiembre de 2012 en el canal Cosmopolitan TV.
La serie fue renovada para una segunda temporada que estrenó el 20 de septiembre de 2012, con un total de 11 capítulos. Los productores decidieron hacer un cambio para la segunda temporada, pasar a grabar de una sola cámara a multi-cámara y con audiencia en vivo, lo que provocó la renuncia de Christina Applegate. De esta manera, NBC anunció la cancelación de la serie, finalizando el 13 de diciembre de 2012.

## Argumento
La serie sigue las aventuras de Reagan (Christina Applegate). Es la esposa perfecta, el alma de todas las fiestas, y una mujer de éxito que trabaja como productora del show televisivo de su mejor amiga Ava (Maya Rudolph). Junto a su marido Chris (Will Arnett), que ejerce de amo de casa, tendrá que adaptarse a los cambios que le supone la llegada de un bebé recién nacido. Ella no está dispuesta a que su carrera profesional y su fama de chica fiestera se resientan, pero en esta nueva aventura no solo sufrirá la falta de sueño, sino que las constantes presiones de la ambiciosa Ava harán lo imposible por sacarla de quicio.

## Reparto

### Reparto principal
- Christina Applegate

## Recepción
Apple Night ha recibido críticas mayoritariamente favorables. .

## Premios y nominaciones
| Año  | Premio                 | Dirigido            | Categoría                              | Resultado |
| ---- | ---------------------- | ------------------- | -------------------------------------- | --------- |
| 2012 | Gracie Allen Awards    | Christina Applegate | Mejor actriz femenina de comedia       | Ganadora  |
| 2012 | Image Awards           | Christina Applegate | Actriz de reparto de comedia           | Ganador   |
| 2012 | Image Awards           | Christina Applegate | Actriz de reparto de comedia           | Nominada  |
| 2012 | NAMIC Vision Awards    | Christina Applegate | Mejor interpretación comedia           | Nominada  |
| 2012 | People's Choice Awards | Up all Night        | Mejor nueva comedia de TV              | Nominada  |
| 2011 | Satellite Awards       | Christina Applegate | Mejor actriz secundaria en serie de TV | Nominada  |

## Doblaje al español
El doblaje al español para Hispanoamérica estuvo a cargo de Juan Antonio Edwards y Circe Luna y fue realizado por los estudios Sensaciones Sónicas, en México, Distrito Federal. Por otro lado, Rafa Romero fue el director del doblaje para España en la primera temporada, mientras que Hernando Begoña en la segunda, el doblaje fue realizado en los estudios Best-Digital de Madrid.
| Actor | Actor de doblaje | Actor de doblaje |
| Actor | Hispanoamérica   | España           |
| ----- | ---------------- | ---------------- |
|       |                  |                  |
|       |                  |                  |
|       |                  |                  |
|       |                  |                  |